# Coyote vs. Acme
Coyote vs. Acme är en kommande amerikansk otecknad/animerad komedifilm som kommer att ha biopremiär 2026, regisserad av Dave Green.
Filmen var från början planerad att ha biopremiär den 21 juli 2023 med Warner Bros. Pictures som distributör, men under våren 2022 togs den bort från deras släppschema och ersattes av Barbie. Istället förvärvades filmen av Ketchup Entertainment i slutet av mars 2025, som då tillkännagav att den skulle släppas under 2026.

## Rollista
| John Cena     | – Buddy Crane |
| Will Forte    | – Kevin Avery |
| Lana Condor   | – TBA         |
| P.J. Byrne    | – TBA         |
| Tone Bell     | – TBA         |
| Martha Kelly  | – TBA         |
| Jeff Bergman  | – Evaristo    |
| Tucker Hawkey | – Hjulben     |